# Dall’inferno
Dall’inferno – singiel włoskiego piosenkarza Marco Mengoniego wydany w styczniu 2012 roku i promujący debiutancki album studyjny artysty zatytułowany Solo 2.0.
W kwietniu singiel został wydany w formie cyfrowego maxi singla, na którym znalazła się wersja studyjna utworu, oficjalny teledysk oraz materiały zakulisowe, a także zapis dźwiękowy wykonania na żywo przez Mengoniego piosenki „Come ti senti”.

## Lista utworów
Digital download
1. „Dall’inferno” – 4:01
2. „Dall’inferno” (Teledysk) – 4:10
3. „Dall’inferno” (Materiały zakulisowe) – 7:42
4. „Come ti senti (Live)” (Teledysk) – 3:20